# Американо-никарагуанские отношения
Американо-никарагуанские отношения — двусторонние дипломатические отношения между Соединёнными Штатами Америки и Никарагуа.

## История
В 1849 году Соединённые Штаты Америки установили дипломатические отношения с Никарагуа, после обретения ей независимости от Испании и последующего роспуска Соединённых провинций Центральной Америки. После обретения независимости в Никарагуа происходили частые вооружённые конфликты, мятежи и периоды диктатуры, в результате чего дипломатические отношения между этими странами были разорваны несколько раз.
В 1990 году к власти в Никарагуа пришло демократически избранное правительство Виолеты Барриос де Чаморро. Президент Соединённых Штатов Джордж Герберт Уокер Буш поднял вопрос перед Конгрессом о предоставлении Никарагуа финансовой помощи в размере 300 млн. долларов США. Также прозвучало предложение президента США о выделении Никарагуа в 1991 году более 200 млн. долларов США, что должно было помочь преодолеть этой стране последствия гражданской войны. В результате этих действий в 1991 и 1992 финансовом году Никарагуа стала вторым по величине получателем экономической помощи США в Центральной Америке (после Сальвадора). Кроме того, в сентябре 1991 года президент Джордж Буш подписал соглашение с Никарагуа о списании задолженности в сумме 259,5 млн. долларов США.
По состоянию на 2018 год правительства обеих стран сотрудничают в области правоохранительной деятельности, борьбе с наркотиками, противодействия незаконной эмиграции, борьбе с бедностью, упрощению двусторонней торговли. Государственный департамент США критикует правительство Никарагуа за недемократические методы борьбы с оппозицией.

## Торговля
По состоянию на 2017 год Соединённые Штаты Америки являются главным экономическим партнёром Никарагуа: на них приходится 51 % экспорта этой страны, обеспечивают 32 % импортируемых Никарагуа товаров, на американские компании приходится 20 % от общего объёма инвестиций, 54 % денежных переводов от работающих за рубежом никарагуанцев поступает из США, а также 19 % туристов в Никарагуа имеют американское гражданство. В 2016 году Никарагуа с туристической целью посетило 290 000 американских граждан.